# August Belli

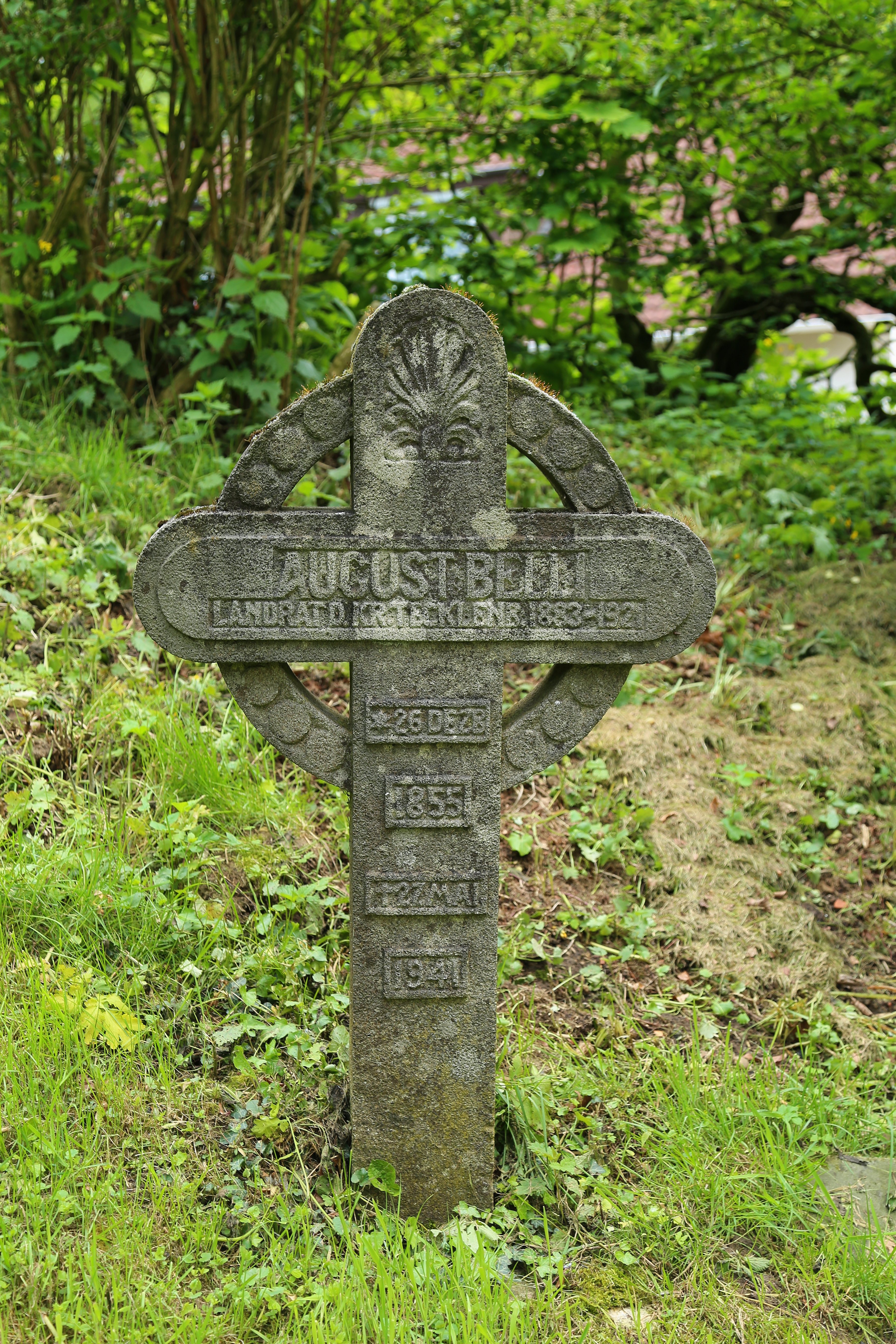
Grabkreuz für August Belli auf dem Kirchhof der Evangelischen Stadtkirche Tecklenburg.

August Belli (* 26. Dezember 1855 in Altena; † 27. Mai 1941 in Weilburg) war ein deutscher Jurist und Landrat im Landkreis Tecklenburg.

## Leben
August Belli wurde 1855 als Sohn eines Apothekers und späteren Weingutsbesitzers geboren und studierte nach dem Besuch des Gymnasiums Arnoldinum in Burgsteinfurt Rechtswissenschaften an den Universitäten in Straßburg, Marburg und Berlin. 1874 wurde er Mitglied des Akademischen Vereins Germania Marburg (seit 1899 Marburger Burschenschaft Germania).
Von 1875 bis 1876 war er Einjährig-Freiwilliger beim Garde-Füsilier-Regiment Berlin und wurde Sekondeleutnant des Garde-Füsilier-Landwehr-Regiments. 1877 war Belli Gerichtsreferendar an den Appellationsgerichten in Kassel und Münster, 1882 Regierungsassessor bei der Regierung in Münster, 1883 Kommissarischer Verwalter des Landkreises Tecklenburg. Hier wurde er 1884 Landrat und später zum Geheimen Regierungsrat ernannt, bevor er 1921 in den Ruhestand trat.